# Laima Rickevičiūtė
Laima Rickevičiūtė (Kaunas, 18 maggio 1988) è un'ex cestista lituana.
Ala forte di 188 cm, era nel giro della Nazionale lituana e ha giocato nel campionato lituano con il Kibirkstis-Tiche-Iki Vilnius.

## Carriera
Ha suscitato un'ottima impressione con Marijampole, con cui ha disputato due edizioni di Eurocoppa, ma non è riuscita ad essere un elemento che fa la differenza nel campionato lituano. È stata la leader della sua Nazionale U20 e la carenza di ali forti tra le lituane, il suo tiro dolce e i suoi movimenti da post le possono dare un grande spazio nelle rotazioni.
Ha giocato in patria cinque stagioni in prima squadra, con il Vilniaus Lintel 118 e il Marijampolės Arvi.
Dopo 13 partite a 6,1 punti e 3,7 rimbalzi, nel dicembre 2009 ha rescisso il contratto che la legava a Limoges ABC. Nell'estate del 2009 ha partecipato con la Nazionale lituana ai campionati europei uscendo agli ottavi di finale, eliminata dall'Italia. A gennaio passa alla Passalacqua Spedizioni Ragusa, in Serie A2 italiana.
Nel 2010-11 firma un triennale con la Trogylos Priolo, sua prima esperienza nella massima serie italiana. Nell'ottobre del 2010 la Trogylos Priolo la cede in prestito per un anno alla Libertas Bologna in serie A2.

## Statistiche

### Presenze e punti nei club
Statistiche aggiornate al 30 giugno 2010.
| Stagione        | Squadra            | Competizione | Partite | Partite | Partite | Statistiche tiro | Statistiche tiro | Statistiche tiro | Altre statistiche | Altre statistiche | Altre statistiche | Altre statistiche | Altre statistiche |
| Stagione        | Squadra            | Competizione | Pres.   | Titol.  | Minuti  | Tiri da 2        | Tiri da 3        | Liberi           | Rimb.             | Assist            | Rubate            | Stopp.            | Punti             |
| --------------- | ------------------ | ------------ | ------- | ------- | ------- | ---------------- | ---------------- | ---------------- | ----------------- | ----------------- | ----------------- | ----------------- | ----------------- |
| 2009-2010       | Limoges ABC        | LBF          | 13      |         | 270     | 23/56            | 4/22             | 22/28            | 49                | 3                 | 2                 |                   | 80                |
| gen. 10         | Passalacqua Ragusa | Serie A2     | 12      | 12      | 357     | 37/77            | 8/20             | 33/45            | 103               | 3                 | 12                | 11                | 131               |
| Totale carriera |                    |              |         |         |         |                  |                  |                  |                   |                   |                   |                   |                   |